# Брандес, Густав Филипп
Густав Филипп Герман Брандес (нем. Gustav Philipp Hermann Brandes; 2 мая 1862, Шенинген — 17 июля 1941, Дрезден) — немецкий зоолог и паразитолог, профессор университета Галле-Виттенберга, почетный профессор в Ветеринарном колледже Дрезденского университета; директор зоопарков в Галле и Дрездене.

## Биография
Густав Филипп Герман Брандес родился 2 мая 1862 года в Шенингене и вырос в Хельмштедте; он проходил военную службу во Фрайбурге, где затем, в 1884 году, начал изучать ботанику. В тот же период он прослушал курс лекций Августа Вейсмана о зоологии, которые заинтересовали его. В 1886 году Брандес перешел в Лейпцигский университет, где стал учеником зоолога Рудольфа Лейкарта; два года спустя, в 1888, Густав Брандес защитил диссертацию на тему «Die Familie der Holostomeae» и стал кандидатом наук. После своей исследовательской стажировки на зоологической станции «Anton Dohrn» в Неаполе, в октябре 1889 года Брандес стал ассистентом в Зоологическом институте Университета в Галле. 21 октября 1891 года он защитил докторскую диссертацию о дигенетических сосальщиках («Zum feineren Bau der Trematoden»). После этого, в течение перерыва между семестрами, Брандес — ставший к тому моменту приват-доцент — несколько раз выезжал на океанографические и зоологические станции в Ровинь и Неаполе.
Руководство зоологического сада в Галле поддерживало деятельность Брандеса и 1 апреля 1902 года он стал директором недавно созданного зоопарка. В 1909 году он стал полным профессором (Titular-Professor) университета Галле-Виттенберга.
1 июля 1910 года Брандес перебрался в Дрезденский зоопарк — смена места работа сопровождалась сложностями, поскольку Брандес не захотел отказываться от преподавания. В результате переговоров он стал сначала экстраординарным (außerplanmäßiger), а позже — почетным профессором в Ветеринарном колледже в Дрездене. 11 ноября 1933 года Густав Филипп Брандес был среди более 900 ученых и преподавателей немецких университетов и вузов, подписавших «Заявление профессоров о поддержке Адольфа Гитлера и национал-социалистического государства». В 1934 году после банкротства зоопарка как акционерного общества — и последующей его передачи в муниципальную собственность — Брандес ушел с поста директора зоопарка. Последний докторант Брандеса — Hans Petzsch (1910—1974) — занял его место в качестве директора зоопарка в 1937 году, оставаясь на этом посту до 1945 года.
В качестве директора Густав Брандес не собирал животных по зоологическим и систематическим критериям, что было обычной практикой для того времени; он придавал большее значение образованию посетителей парка, а также — их контакту с природой. Брандес пытался показывать животных в обстановке, приближенной к естественной для данного вида. В результате, в Дрездене в 1927 году впервые удалось развести орангутангов в неволе. Брандес состоял членом многочисленных научных обществ и академий. С 1893 по 1910 год он состоял редактором журнала «Zeitschrift für Naturwissenschaften», а с 1893 по 1906 — редактором «Abhandlungen der Naturforschenden Gesellschaft zu Halle». Профессор Брандес скончался 17 июля 1941 года в Дрездене.

## Работы
- Buschi. Vom Orang-Säugling zum Backenwülster. Quelle & Meyer, Leipzig 1939.